# Янів-Поліський (станція)
Янів-Поліський (біл. Янаў-Палескі, пол. Janów Poleski) — проміжна залізнична станція на неелектрифікованій лінії Лунинець — Жабинка між станціями Юхновичі (8 км) та Снітове (11 км). Розташована в місті Іванове Берестейської області Білорусі. Місто понад півтисячоліття, з 1463 до 1940 роки, мало історичну назву Янів (Поліський).

## Пасажирське сполучення
На станції зупиняються регіональні поїзди економкласу сполученням Берестя — Лунинець та пасажирські поїзди до станцій Берестя, Гомель-Пасажирський, Мінськ-Пасажирський, Полоцьк.